# Бутень бульбистий
Бутень бульбистий (Chaerophyllum bulbosum) — багаторічних рослина родини окружкових.

## Будова
Листки двічі-тричі розсічені. корінь веретеноподібний.

## Поширення та середовище існування
Росте на території всієї України, але в степовій зоні трапляється рідко. Звичайний мешканець чагарників, засмічених територій, галявин, узлісь.

## Практичне використання
Коріння бутеня духмяне, за формою нагадує моркву і має приємний смак смажених каштанів. На Кавказі його їдять сирим та смаженим на зразок картоплі. У Румунії та Молдові молоді ніжні пагони й листя вважають добрим зіллям для юшок і зелених борщів.
У 1846 році був завезений у Францію, де протягом багато років культивувався на рівні з картоплею.
Селекційні роботи цього маловідомого овоча почалися в середині 1980-х. Має культурні сорти  «Altan», «Véga», та «M4.10». Зараз вирощується у невеликих кількостях у Франції, Великій Британії, США.

## Галерея

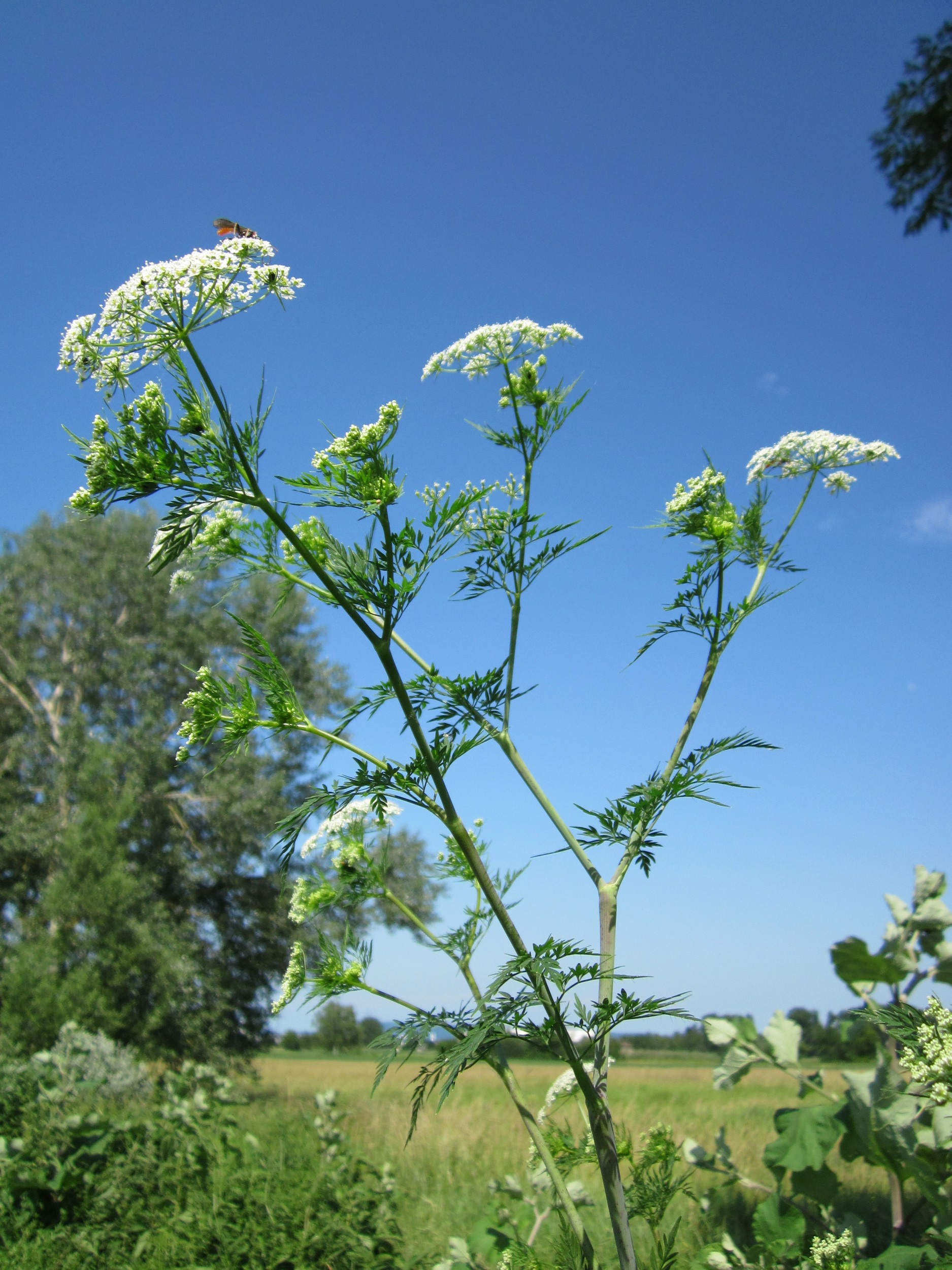
Квіти
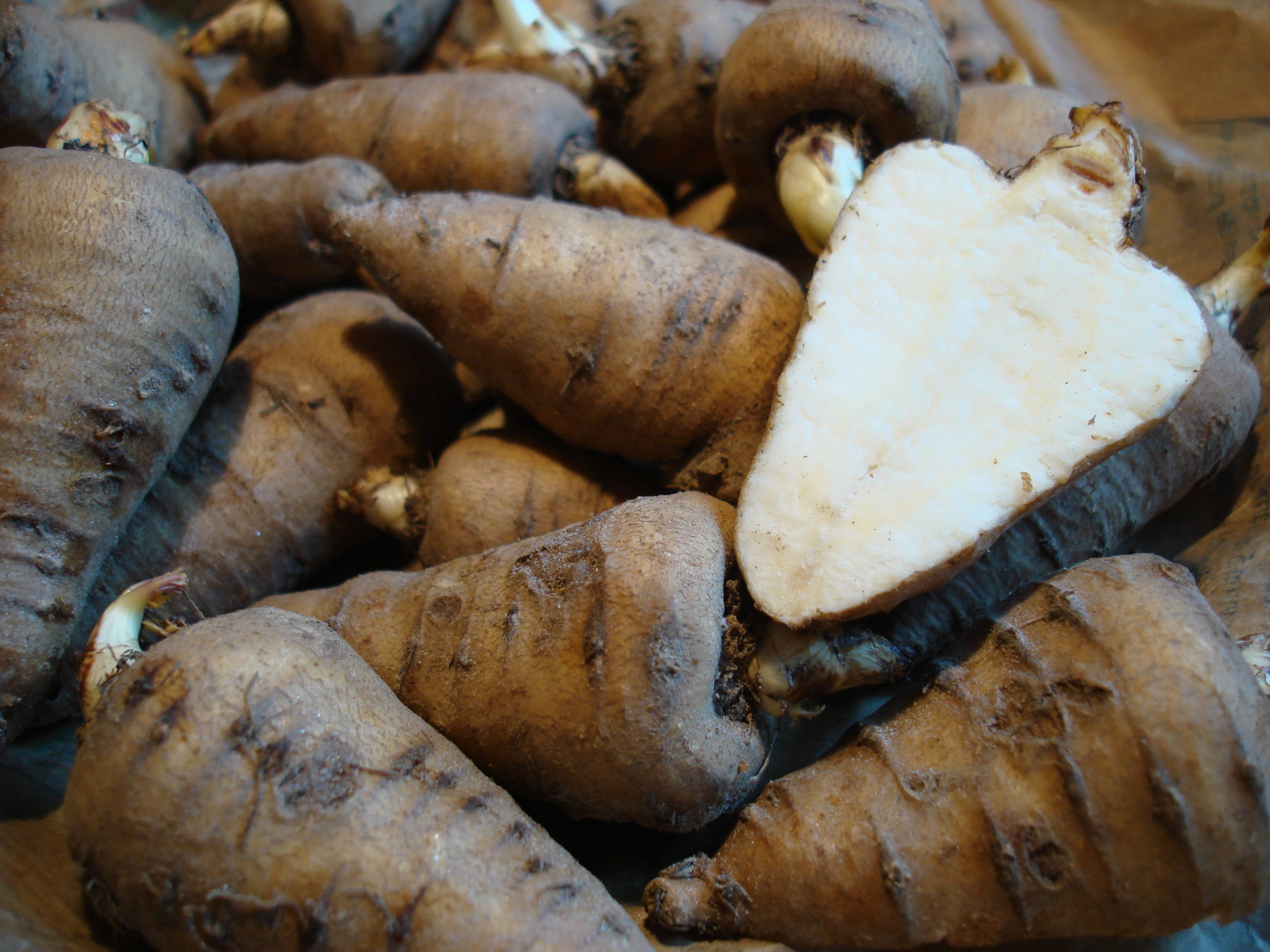
Коріння
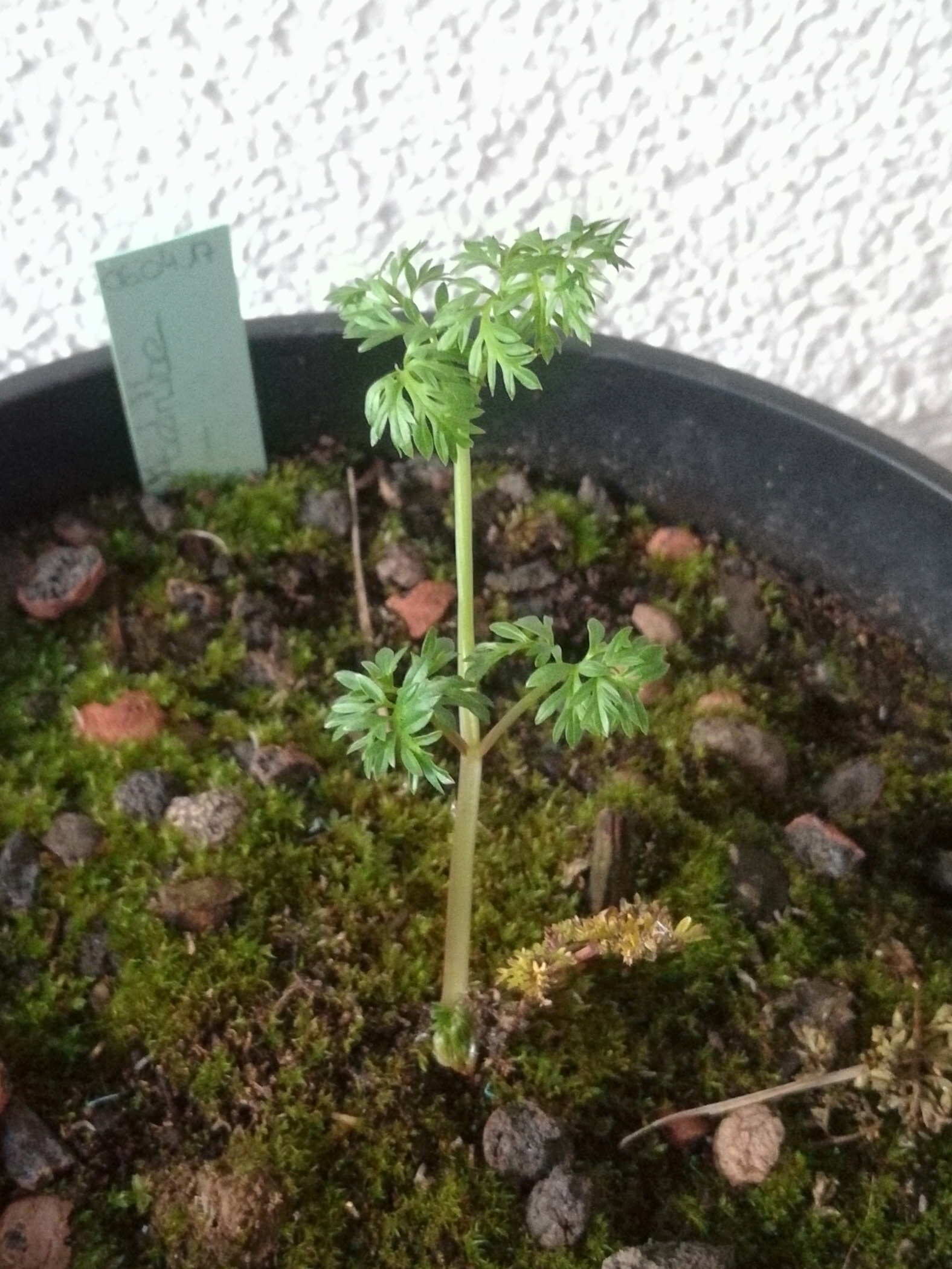
Молода рослина
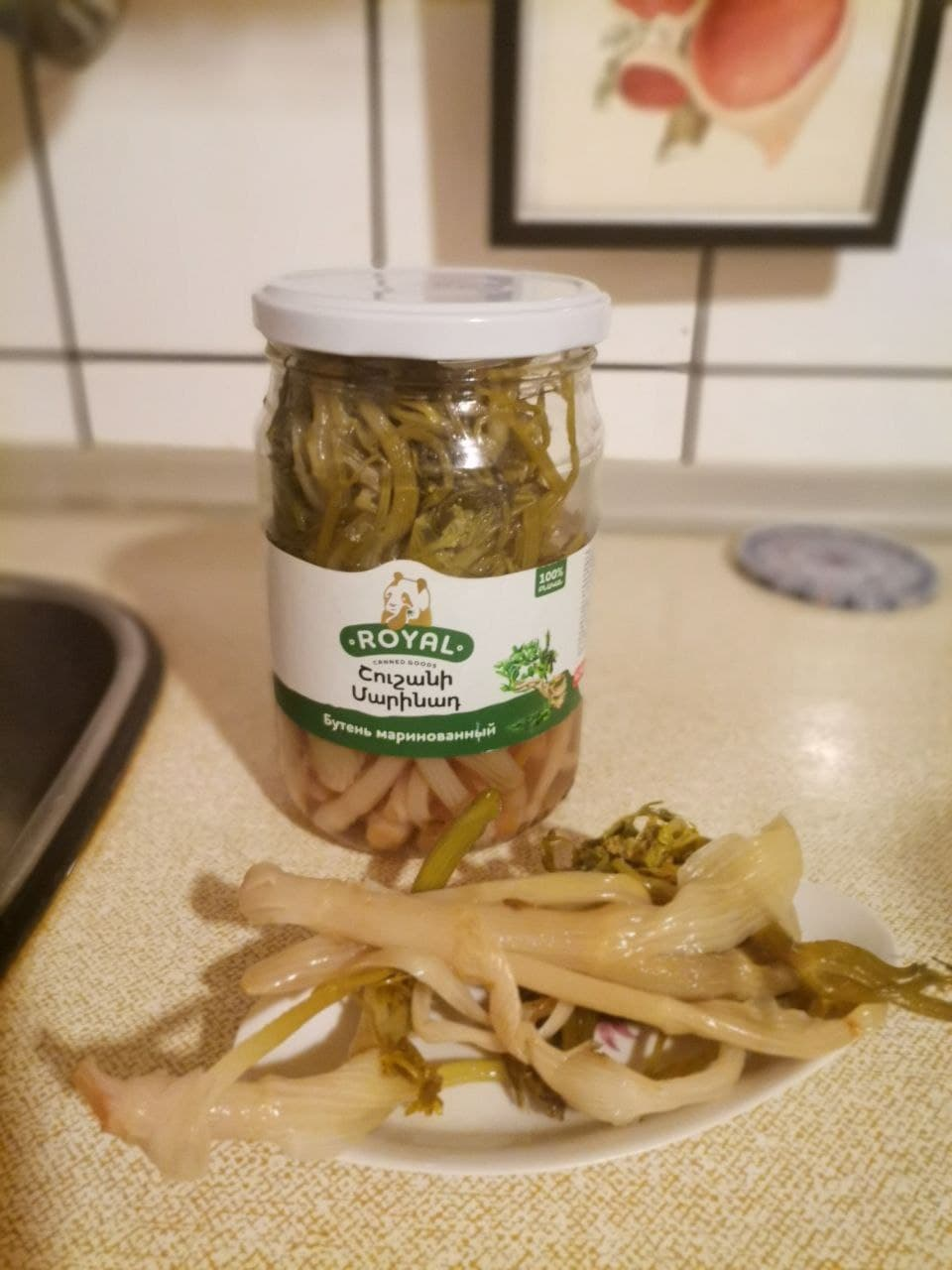
Бутень маринований